# Vlag van Nederhorst den Berg

De vlag van de gemeente Nederhorst den Berg
(1973-2001)

De  vlag van Nederhorst den Berg  is de vlag van de voormalige Noord-Hollandse gemeente Nederhorst den Berg. Op 6 september 1973 heeft de gemeenteraad besloten om deze vlag aan te nemen als gemeentevlag. De beschrijving kan als volgt luiden:
Acht gegolfde banen van gelijke hoogte van geel en rood, waaroverheen aan de mastzijde een blauwe barensteel met drie hangers over de gehele vlaghoogte, waarbij de twee buitenste hangers uit de boven- en onderzijde uitkomen.
De vlag heeft de kleuren en elementen uit het gemeentewapen, waarbij de barensteel om esthetische redenen blauw is in plaats van wit.
Sinds 1 januari 2002 is Nederhorst den Berg opgegaan in de nieuwe gemeente Wijdemeren waardoor het gebruik van de vlag als gemeentevlag stopte.

## Verwant symbool

Het wapen van Nederhorst den Berg

Akersloot
· Andijk
· Anna Paulowna 
· Assendelft 
· Beemster 
· Bennebroek 
· Blokker 
· Broek in Waterland 
· Bussum 
· Callantsoog 
· Edam 
· Egmond 
· Egmond aan Zee 
· Egmond-Binnen 
· Graft-De Rijp 
· 's-Graveland 
· Haarlemmerliede en Spaarnwoude 
· Harenkarspel 
· Heerhugowaard 
· Hensbroek 
· Hoogwoud 
· Ilpendam 
· Jisp 
· Krommenie 
· Langedijk 
· Limmen 
· Marken 
· Midwoud 
· Monnickendam 
· Muiden 
· Naarden 
· Nederhorst den Berg 
· Nibbixwoud 
· Niedorp 
· Noorder-Koggenland 
· Obdam 
· Opperdoes 
· Schermer 
· Schermerhorn 
· Schoorl 
· Sint Maarten 
· Terschelling 
· Terschelling en Vlieland 
· Twisk 
· Venhuizen 
· Vlieland 
· Warmenhuizen
· Weesp
· Wervershoof 
· Wester-Koggenland 
· Westwoud 
· Westzaan 
· Wieringen 
· Wieringermeer 
· Wijdewormer 
· Wognum 
· Wormer 
· Wormerveer 
· Zaandam 
· Zaandijk 
· Zeevang 
· Zijpe